# COVID-19-Pandemie in St. Kitts und Nevis
Die COVID-19-Pandemie in St. Kitts und Nevis tritt als regionales Teilgeschehen des weltweiten Ausbruchs der Atemwegserkrankung COVID-19 auf und beruht auf Infektionen mit dem Ende 2019 neu aufgetretenen Virus SARS-CoV-2 aus der Familie der Coronaviren. Die COVID-19-Pandemie breitet sich seit Dezember 2019 von China ausgehend aus. Ab dem 11. März 2020 stufte die Weltgesundheitsorganisation (WHO) das Ausbruchsgeschehen des neuartigen Coronavirus als Pandemie ein.

## Verlauf
Am 24. März 2020 wurden die ersten beiden COVID-19-Erkrankungen in St. Kitts und Nevis bestätigt. Im WHO-Situationsbericht tauchten diesen beiden Fälle erstmals am 26. März 2020 auf.
Am 28. März 2020 verzeichnete St. Kitts und Nevis fünf weitere Fälle von COVID-19, wodurch sich die Gesamtzahl der bestätigten Fälle auf sieben erhöhte. Ein Regierungsvertreter sagte in einer Erklärung, dass alle fünf dieser Fälle reisebezogen seien, was bedeute, dass diese Fälle nach St. Kitts und Nevis importiert wurden. Am 29. März 2020 verzeichnete St. Kitts und Nevis einen weiteren Fall von COVID-19, wodurch sich die Gesamtzahl der bestätigten Fälle auf acht erhöhte. Am 6. April 2020 wurden vom Gesundheitsministerium in St. Kitts und Nevis ein weiterer Fall von COVID-19 bestätigt. Die Gesamtzahl der positiven Fälle betrug damit elf Erkrankungen. Bis zu diesem Zeitpunkt lagen sieben Fälle des neuartigen Coronavirus auf St. Kitts und vier auf Nevis vor.
Am 9. April 2020 begann eine einwöchige Ausgangssperre bis zum 16. April 2020.
Am 14. April 2020 wurden zwei weitere Fälle von COVID-19 gemeldet. Die Gesamtzahl der bestätigten Fälle stieg damit auf vierzehn Erkrankungen, seit der erste Fall am 25. März gemeldet wurde. Alle vierzehn Fälle wurden streng isoliert. Zusätzlich wurden zu Hause weitere 111 Personen unter Quarantäne gestellt. Bis zum 14. April wurden 234 Personen getestet. Davon lagen 187 negative Testergebnisse vor und die Ergebnisse von 33 weiteren Personen standen zu diesem Zeitpunkt noch aus. Bis zum 19. April 2020 wurden von der WHO 14 COVID-19-Erkrankungen in St. Kitts und Nevis bestätigt.

## Statistik
Die Fallzahlen entwickelten sich während der COVID-19-Pandemie in St. Kitts und Nevis wie folgt:

### Infektionen

Bestätigte Infizierte in St. Kitts und Nevis nach Daten der WHO. Oben kumuliert, unten Tageswerte

### Todesfälle

Bestätigte Todesfälle in St. Kitts und Nevis nach Daten der WHO. Oben kumuliert, unten Tageswerte